# Maria Emília Correia
Maria Emília Santos Correia (Espinho, 19 de Junho de 1947) é uma actriz e encenadora portuguesa.

## Biografia
Frequentou a Escola de Teatro do Conservatório Nacional e o Curso de Ciências da Comunicação da Faculdade de Ciências Sociais e Humanas da Universidade Nova de Lisboa. Foi bolseira da Fundação Calouste Gulbenkian e do Goethe Institut. Em 1972 inicia uma actividade jornalística no programa Página 1, (Rádio Renascença) e em 1974 integra os quadros da Radiodifusão Portuguesa (Antena 1 e Antena 2), primeiro como assistente de realização e depois como realizadora do Departamento de Programas Literários.
Encenadora, dirigiu textos de Luiza Neto Jorge, Mário Cesariny, Luís de Camões, Maria Velho da Costa, Gil Vicente, Clarice Lispector, Armando da Silva Carvalho, Rui Cardoso Martins e Bocage, entre outros. Organizou e integrou diversos recitais de poesia.
Foi co-fundadora de A Comuna, do Teatro da Graça e de os Cómicos.
Protagonizou inúmeras peças, entre as quais se contam Auto da Alma de Gil Vicente, A Menina Júlia de Strindberg, Gilda de Noel Coward, Estilhaços de Mário de Carvalho, Play Strindberg de Friedrich Durrenmatt, A Partilha de Miguel Falabella, O Avião de Troia de Luiza Neto Jorge, A Maçã no Escuro de Clarice Lispector, (V)Irótica de William S. Burroughs e Respirações de Inês.
No cinema participou em mais de dez películas, tendo-se estreado em Antes a Sorte Que Tal Morte de João Matos Silva (1981). Participou depois em títulos como A Vida é Bela...?! de Luís Galvão Telles (1982), Terra Fria de António Campos (1992), Uma Vida Normal de Joaquim Leitão (1994), Cadáver Esquisito de Sandro Aguilar (1996) ou Pele de Fernando Vendrell (2006). Dirigida pelo realizador João Botelho apareceu em Tráfico (1998), A Mulher que Acreditava Ser Presidente dos EUA (2003) e O Fatalista (2005).
Actriz regular na televisão, popularizou-se em sitcoms como Camilo em Sarilhos (2005/06), Maré Alta (2003) ou Clube dos Campeões (1999), salientando ainda as séries Bocage (2006) ou Ballet Rose (1998). Tem também alguns papéis em telenovelas como Saber Amar (2003), Tempo de Viver (2006) e Floribella (2007) Morangos com Açúcar 6(2008/2009) e em 2010 integrou o elenco da primeira novela portuguesa a ganhar o Emmy, 
Meu Amor.
Recebeu uma Menção Especial (2005), da Associação Portuguesa de Críticos de Teatro pela sua encenação de Serviço d' Amores, de Gil Vicente, no Teatro Nacional D. Maria II.  
Em 2009, para o Teatro Nacional de São Carlos encenou a Ópera Don Giovanni de Mozart.
Em 2011, assinou contrato de exclusividade com a estação televisiva SIC.
Em 2014, regressou à TVI para integrar o elenco da novela Jardins Proibidos. Foi Arlete Graça em Massa Fresca. Atualmente é Conceição em Na Corda Bamba (telenovela).

## Televisão
| Ano       | Projeto                        | Personagem              | Canal | Notas                |
| --------- | ------------------------------ | ----------------------- | ----- | -------------------- |
| 1981      | Uma Cidade Como a Nossa        | Ruth                    | RTP   | pequena participação |
| 1982      | Sabadabadu - Especial Ano Novo |                         | RTP   | pequena participação |
| 1997      | Cuidado Com o Fantasma         |                         | SIC   | pequena participação |
| 1998      | Terra Mãe                      | Beatriz de Castro       | RTP   | Telenovela           |
| 1998      | Ballet Rose                    | Ilda                    | RTP   | Minissérie           |
| 1999      | Esquadra de Polícia            | Laura                   | RTP   | Série                |
| 1999/2000 | Clube dos Campeões             | Glória Oliveira         | SIC   | Série                |
| 2000      | Amo-te Teresa                  | Emília                  | SIC   | Telefilme            |
| 2000      | Alves dos Reis                 |                         | RTP   | Série                |
| 2000      | Crianças SOS                   |                         | TVI   | Série                |
| 2000/2001 | Super Pai                      | Cristina                | TVI   | Série                |
| 2002      | Sonhos Traídos                 | Teresa Moutinho         | TVI   | Telenovela           |
| 2003      | Saber Amar                     | Helena Macedo Vaz       | TVI   | Telenovela           |
| 2004      | Inspector Max                  | Rita                    | TVI   | pequena participação |
| 2005      | Clube das Chaves               | Gabriela                | TVI   | pequena participação |
| 2005/2006 | Camilo em Sarilhos             | Clara                   | SIC   | Série                |
| 2006      | Triângulo Jota                 | Natacha                 | RTP   | pequena participação |
| 2006      | Bocage                         | Rainha D. Maria         | RTP   | Série                |
| 2006/2007 | Tempo de Viver                 | Madalena Almeida        | TVI   | Telenovela           |
| 2007      | Conta-me como Foi              | Marie Chantal           | RTP   | pequena participação |
| 2007/2008 | Floribella                     | Anna                    | SIC   | Telenovela           |
| 2008      | Casos da Vida                  | Amália                  | TVI   | pequena participação |
| 2008      | Deixa-me Amar                  | Leonor Seabra           | TVI   | pequena participação |
| 2008      | Fascínios                      |                         | TVI   | pequena participação |
| 2008/2009 | Morangos com Açúcar            | Eunice                  | TVI   | Série                |
| 2009      | Pai à Força                    | Nini                    | RTP   | pequena participação |
| 2009      | A Minha Família                | Madalena                | RTP   | pequena participação |
| 2009/2010 | Meu Amor                       | Maria de Lurdes Correia | TVI   | Telenovela           |
| 2011      | Velhos Amigos                  | Alice                   | RTP   | pequena participação |
| 2011/2012 | Rosa Fogo                      | Alzira Santos           | SIC   | Telenovela           |
| 2012      | Dancin' Days                   | Celeste                 | SIC   | pequena participação |
| 2013/2014 | Sol de Inverno                 | Lurdes                  | SIC   | Telenovela           |
| 2014      | Bem-Vindos a Beirais           | Ludovina Silveira       | RTP   | pequena participação |
| 2014/2015 | Jardins Proibidos              | Ludovina Catarino       | TVI   | Telenovela           |
| 2016      | Massa Fresca                   | Arlete Graça            | TVI   | Série                |
| 2017/2018 | Jogo Duplo                     | Rosa Trindade           | TVI   | Telenovela           |
| 2019      | Amar Depois de Amar            | Romana                  | TVI   | Telenovela           |
| 2019/2020 | Na Corda Bamba                 | Conceição Cardoso       | TVI   | Telenovela           |
| 2020/2021 | Amar Demais                    | Maria Helena Benvindo   | TVI   | Telenovela           |
| 2022      | Por Ti                         | Amélia Campos           | SIC   | Telenovela           |
| 2023/2024 | Festa É Festa                  | Ivone                   | TVI   | Telenovela           |

## Filmografia
Entre a sua filmografia encontram-se os filmes: 
- A Vida É Bela?! (1982)
- Amo-te Teresa, de Ricardo Espírito Santo e Cristina Boavida (2000)
- O Rapaz do Trapézio Voador (2002)
- A Mulher que acreditava ser presidente dos Estados Unidos da America (2003) [4]
- O Fatalista (2005)
- O crime do padre Amaro (2005) [5]
- Ruth (2018) [6]

## Ligações Externas
- Coffeepaste | Entrevista: Maria Emilia Correia (2021)
- Teatro Aberto | Entrevista a Maria Emilia Correia a propósito da peça Só Eu Escapei (2021)